# Culin
Culin is een gemeente in het Franse departement Isère (regio Auvergne-Rhône-Alpes) en telt 739 inwoners (2016). De plaats maakt deel uit van het arrondissement Vienne. De plaats maakt deel uit van het kanton L'Isle-d'Abeau welke in het arrondissement La Tour-du-Pin ligt.

## Geografie
De oppervlakte van Culin bedraagt 7,3 km², de bevolkingsdichtheid is 101 inwoners per km².
De onderstaande kaart toont de ligging van Culin met de belangrijkste infrastructuur en aangrenzende gemeenten.

## Demografie
Onderstaande figuur toont het verloop van het inwonertal (bron: INSEE-tellingen).